# Håkan cel Roșu al Suediei

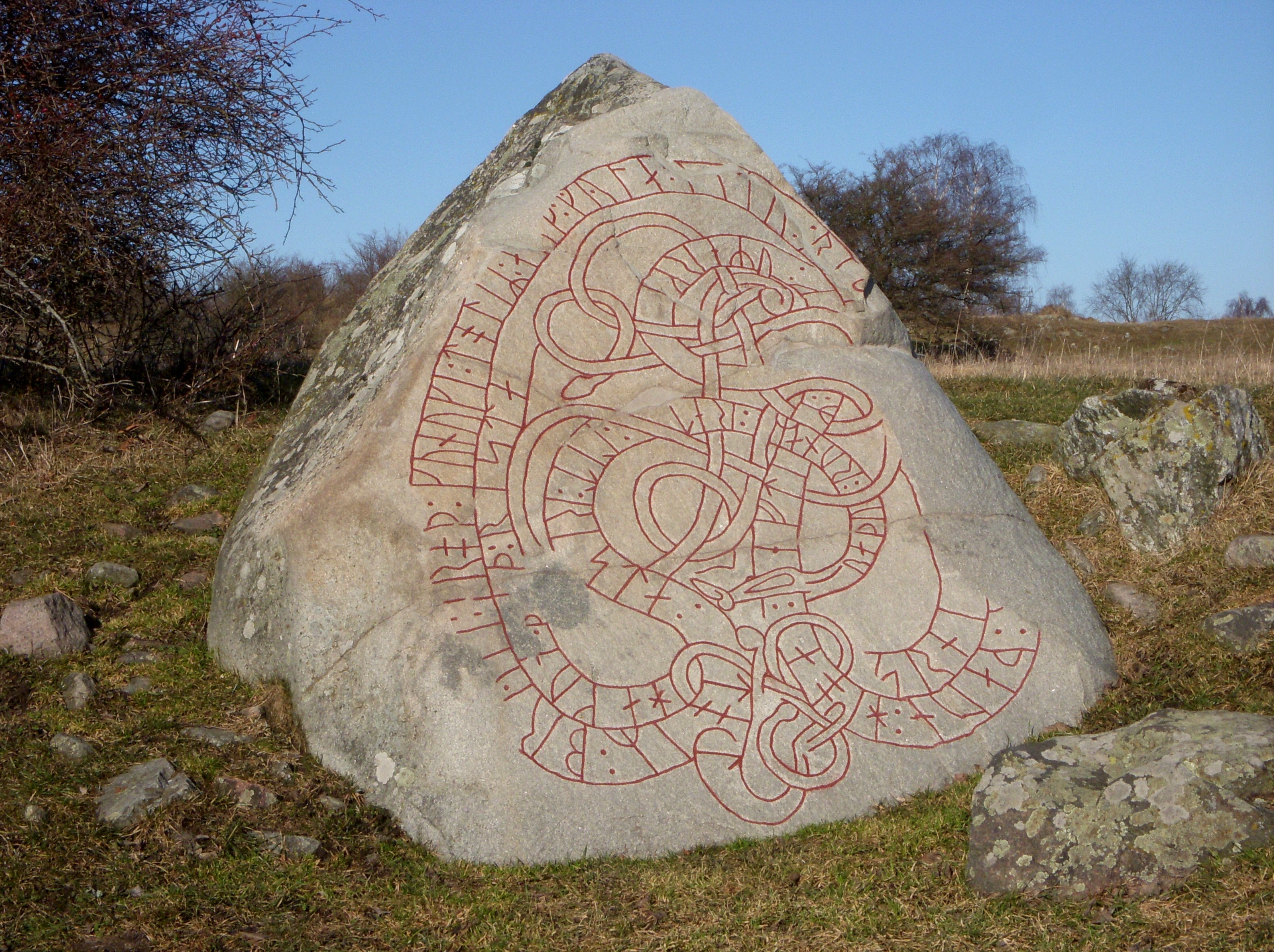
O piatră din secolul al 11-lea reprezentând Håkan cel Roșu al Suediei

Håkan cel Roșu (n. 1040, Stora Levene⁠(d), Vara kommun, Skaraborg⁠(d), Suedia – d. 1079) a fost regele Suediei, guvernând pentru aproape un deceniu în prima jumătate a secolului al XI-lea. Se cunosc puține informații despre el și de cele mai multe ori sunt contradictorii. Nu se cunoaște nimic despre guvernarea sa.
În ciuda contradicțiilor dintre surse, poziția lui Håkan ca succesor al lui Stenkil în linia regilor suedezi este în general acceptată ca fiind corectă. El ar fi domnit de la 1070, în unele zone din Suedia și din 1075 în Uppsala. 